# Kuprit
Kuprit eller cuprit är ett oxidmineral med den kemiska formeln Cu2O och är en mindre kopparmalm. I denna kemiska förening är kopparns valens envärd positiv. Kuprit som inte oxiderat är mörkröd och går att lysa genom medan exemplar som oxiderat (del av kopparn är tvåvärd positiv) är matta och mörkgråa.

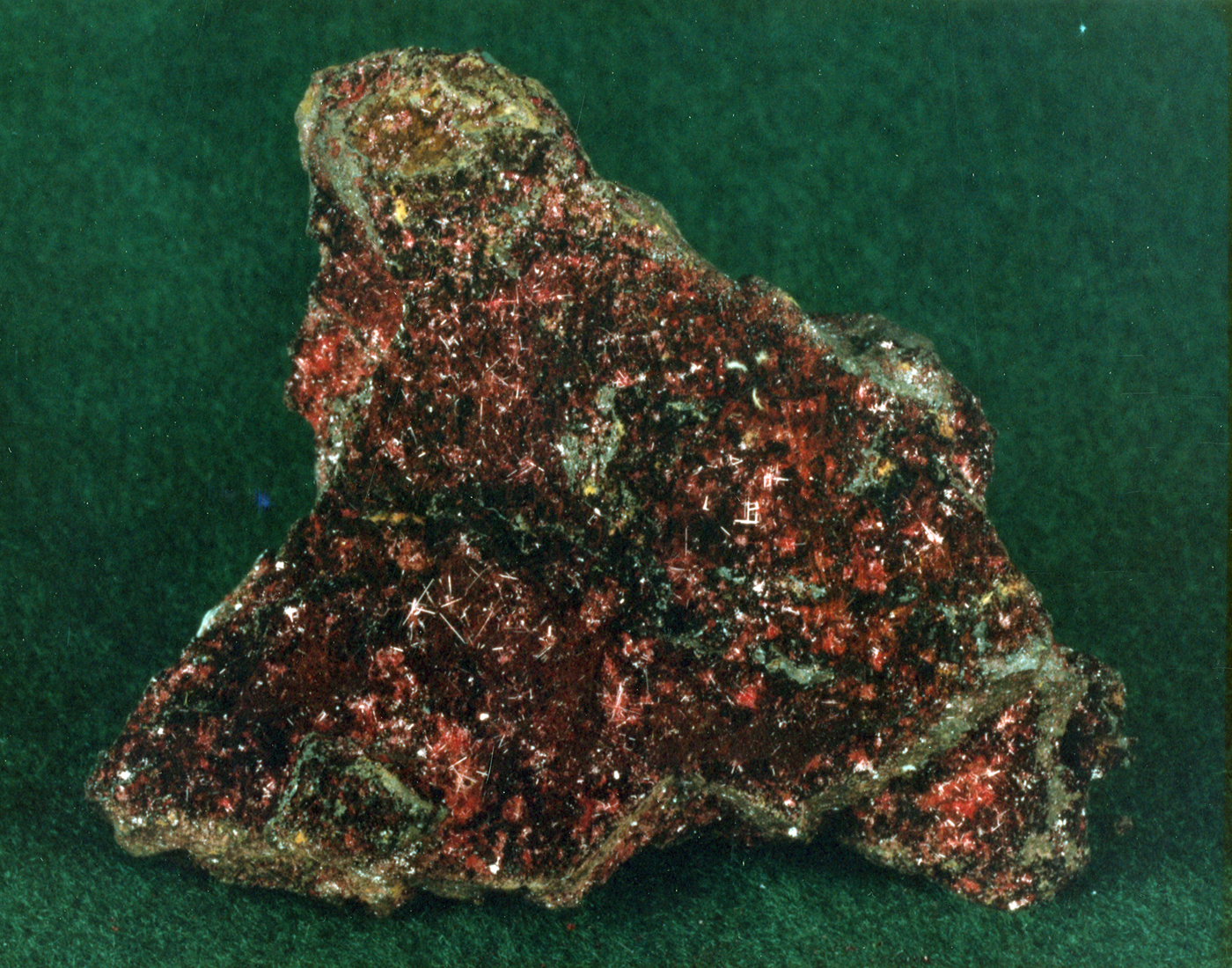
Kuprit från Morenci, Arizona

Dess mörka kristaller med röda inre reflektioner uppträder i det isometriska systemets hexoktaedriska klass, som kubiska, oktaedriska eller dodekaedriska former, eller i kombinationer. Penetrerande tvillingar förekommer ofta. Trots dess fina färg används den sällan till smycken på grund av dess låga Mohs-hårdhet på 3,5 till 4. Den har en relativt hög specifik vikt på 6,1, ofullständig klyvning och har skört till konkoidalt brott. Glansen är submetallisk till briljant adamantin. Kalkotrikit (från antikens grekiska: χαλκός θρίξ τριχός, "plysch kopparmalm") är en starkt röd och strålig typ av kuprit med typiskt mycket långsträckta (parallellt med [001]) kapillär- eller nålliknande kristaller med kvadratiskt tvärsnitt.

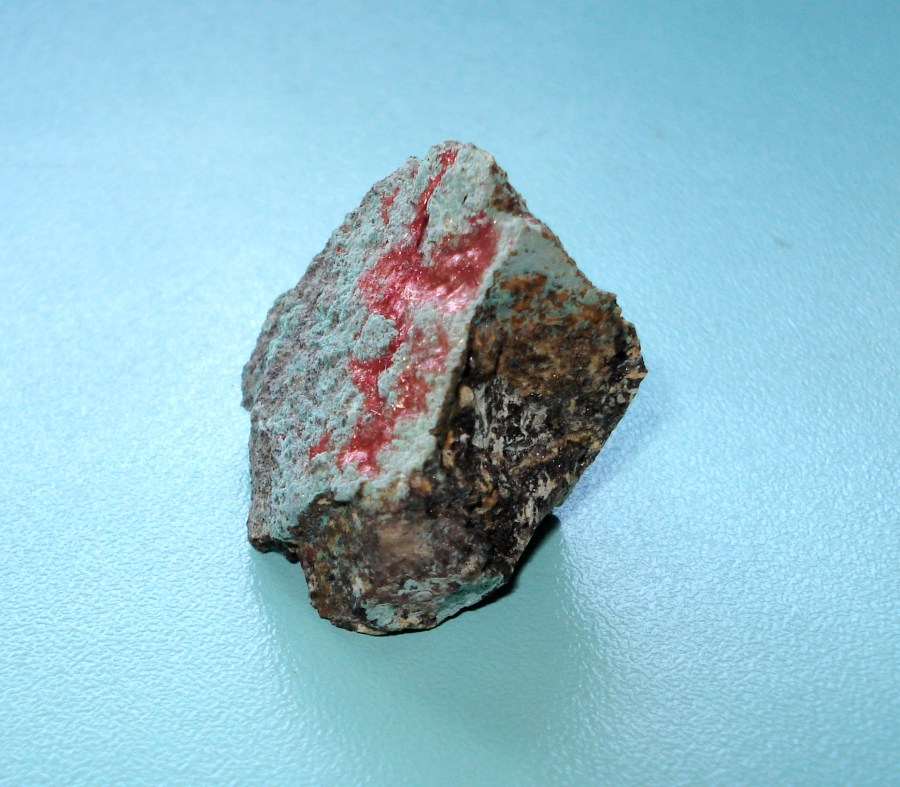
Chalcotrichit från Ray, Arizona

Kuprit beskrevs första gången av Wilhelm Karl Ritter von Haidinger 1845 och namnet kommer från det latinska cuprum för dess kopparinnehåll.

## Geologi och förekomst
Kuprit är ett sekundärt mineral som bildas i den oxiderade zonen av kopparsulfidavlagringar. Det förekommer ofta i samband med inhemsk koppar, azurit, krysokoll, malakit, tenorit och en mängd olika järnoxidmineraler. Det är känt som rubin koppar på grund av sin distinkta röda färg.
Kuprit finns i Uralbergen, Altaibergen och Sardinien och på mer isolerade platser i Cornwall, Frankrike, Arizona, Chile, Bolivia och Namibia.

## Som ädelsten
Även om nästan alla kristaller av kuprit är alldeles för små för att ge fasetterade ädelstenar, har en unik fyndighet från Onganja i Seeis, Namibia, som upptäcktes på 1970-talet, producerat kristaller som var både stora och ädelstenar. Praktiskt taget varje facetterad sten över en karat (0,2 g) i vikt kommer från denna enda fyndighet, som sedan länge är utbruten. Antalet fasetterade ädelstenar över två karat (0,4 g) är svårt att uppskatta, men enligt Joel Arem, en gång kurator för Smithsonian National Gem and Mineral Collection i Washington, D.C., anses facetterad kuprit, oavsett storlek, vara en av de mest eftertraktade och spektakulära ädelstenar som finns, med dess djupa granatfärg och högre briljans än en diamant. Bara ädelstenens mjuka natur hindrar den från att vara bland de mest värdefulla smyckestenarna.